# جهان اسلام (روزنامه)
جهان اسلام یکی از روزنامه‌هایی بود که به صاحب امتیازی و مدیرمسئولی سید هادی خامنه‌ای در ایران منتشر می‌شد. انتشار این روزنامه منتقد، از سال ۱۳۶۹ آغاز شد و پس از حدود چهار سال با دستور مقامات دولت توقیف شد. هاشمی رفسنجانی در خاطرات خود می‌نویسد به وزیر فرهنگ، مصطفی میرسلیم، دستور داد تا علت بستن اعلان شود تا از آنچه که وی جوسازی می‌نامید جلوگیری شود. به علاوه هاشمی می‌افزاید رهبر جمهوری اسلامی از تعطیلی روزنامه جهان اسلام ابراز رضایت کرد و نسبت به روزنامه سلام هم اظهار نارضایتی نمود.
این روزنامه به گفته دست‌اندرکاران آن، از همان ابتدا با امکاناتی محدود و ناچیز، با همکاری تعدادی از نیروهای فرهنگی و مطبوعاتی فعالیت خود را دنبال کرد و تلاشش آن بود که به نقد منصفانه عملکرد مسئولان مبادرت ورزد.
چند سال بعد و پس از رفع توقیف، این روزنامه نام خود را به حیات نو تغییر داد و انتشار خود را از سر گرفت. اما فرجام حیات نو نیز توقیف بود.